# Banana Productions: The Best Of
Banana Productions: The Best Of is het zeventiende album van de Britse progressieve-rockmusicus Kevin Ayers.
Het is een verzamelelpee die werk omvat uit de periode tussen 1969 en 1978.

## Tracklist
1. Butterfly Dances
2. Girl on a Swing
3. Soon Soon Soon
4. Sweet Deceiver
5. Carribean Moon
6. Irreversible Neural Damage
7. Gemini Child
8. Lady Rachel
9. Stranger in Blue Suede Shoes
10. There Is Loving / Among Us / There Is Loving
11. The Clarietta Rag
12. Rheinhardt and Geraldine / Colores Para Dolores
13. Stars
14. Hat Song
15. Singing a Song in the Morning
16. Ballad of a Salesman Who Sold Himself
17. Clarence in Wonderland
18. Circular Letter
19. Song from the Bottom of a Well